# 新源镇 (扶余市)
新源镇，是中华人民共和国吉林省松原市扶余市下辖的一个乡镇级行政单位。

## 行政区划
新源镇下辖以下地区：
铁东村、孤树村、霍家村、东太平村、西太平村、东公村、大房村、宗家村、大五号村、小五号村、团山村和松原农业高新技术产业开发区。